# Pomoxis
Pomoxis is een geslacht van zoetwatervissen uit de familie van de zonnebaarzen (Centrarchidae) en de orde Perciformes. De soorten uit dit geslacht worden in het Amerikaans crappie (ook in meervoud) genoemd. De geslachtsnaam Pomoxis is afgeleid van het Griekse πώμα (deksel) en οξύς (scherp).

## Kenmerken
De volwassen vissen zijn gemiddeld ongeveer 25 cm en kunnen een halve meter lang worden en 2,7 kg wegen.

## Leefwijze
Als ze jong zijn voeden ze zich met zoöplankton, waterinsecten en schaaldieren. Als ze wat groter zijn vreten ze ook vis; dat zijn vaak de jongen van de roofvissen die het op hen gemunt hebben zoals snoek, muskellunge en breedbekbaars.

## Verspreiding en leefgebied
Er zijn twee soorten die beide voorkomen in Canada en de Verenigde Staten oostelijk van de Rocky Mountains. De vissoorten zijn nu veel wijder verbreid door introducties binnen het hele continent.

## Visvangst
In Noord-Amerika zijn het zeer gewilde vissen voor hengelaars. Zij behoren tot de meest smakelijke zoetwatervissoorten. Omdat de vissen 's winters ook actief zijn, is het een gewild object van de ijsvisserij.

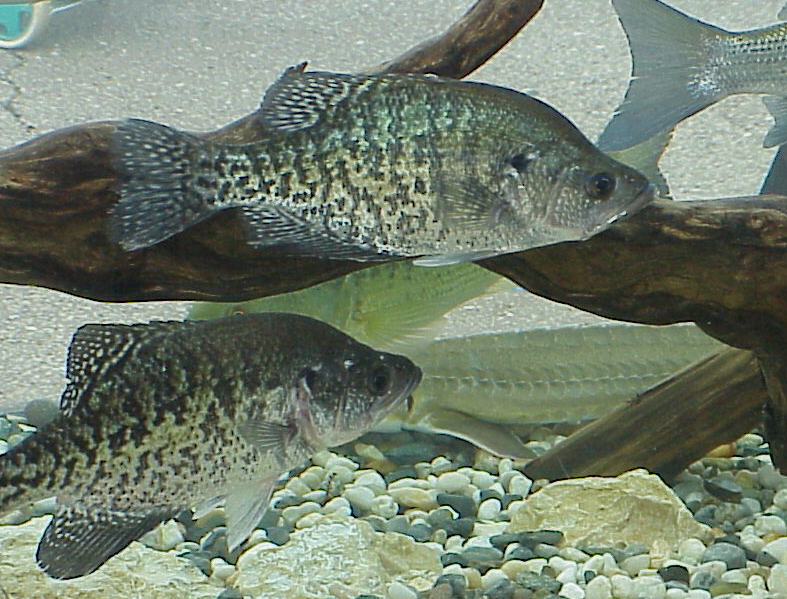
P. annularis
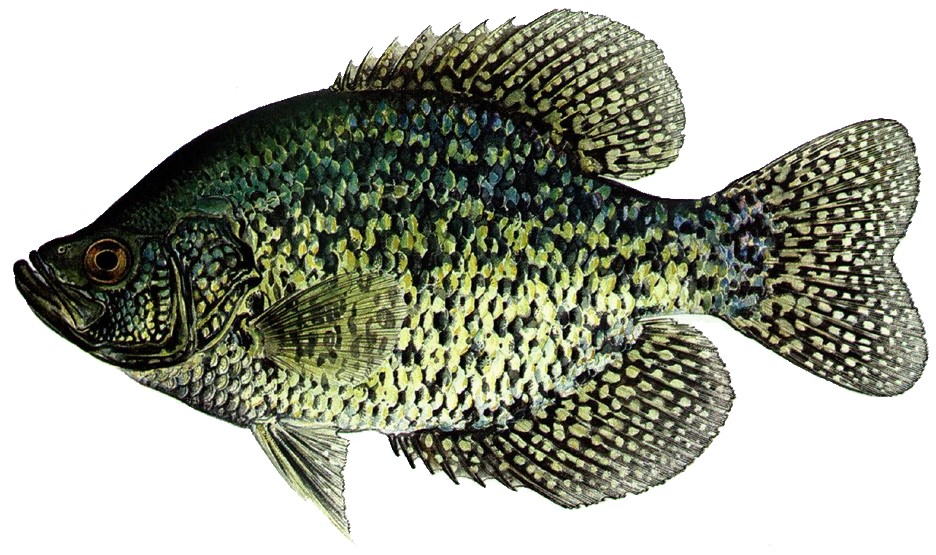
P. nigromaculatus
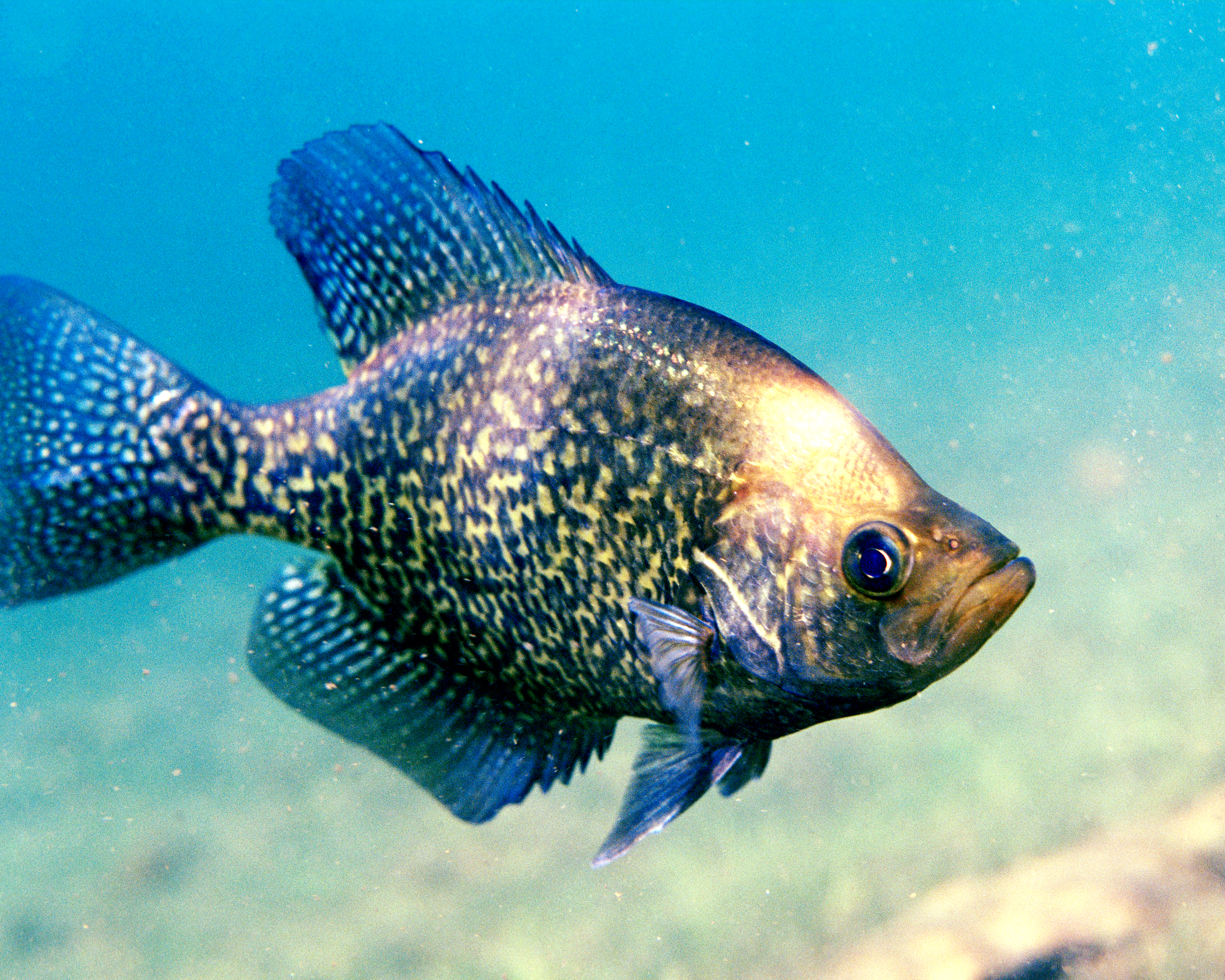
P. nigromaculatus

## Soortenlijst[1]
- Pomoxis annularis Rafinesque, 1818 - 'White crappie'
- Pomoxis nigromaculatus (Lesueur, 1829) - 'Black crappie'